# Джовани Рибизи
Вижте пояснителната страница за други личности с името Джовани.
Джовани Рибизи (на английски: Antonino Giovanni Ribisi) е американски актьор и продуцент. През 2007 г. е номиниран за награда „Еми“ в категория „Най-добър гост актьор в сериал – комедия“. Филмовата му кариера включва заглавия като „Да изчезнеш за 60 секунди“, „Спасяването на редник Райън“, „Изгубени в превода“, „Обществени врагове“, „Аватар“, „Студена планина“ и др.

## Личен живот и семейство
Антонино Джовани Рибизи е роден на 17 декември 1974 г. в Лос Анджелис, Калифорния. Майка му работи като агент на актьори и писатели, а баща му е музикант на клавирни инструменти в групата People!. Джовани Рибизи има близначка – актрисата Мариса Рибизи, и още една сестра на име Джина Рибизи, която е озвучаваща актриса. Рибизи е отчасти италианец (от дядо, по бащина линия), а също с немски и английски произход.
През 1997 г. Джовани Рибизи се жени за актрисата Марая О'Браян. Те се развеждат през 2001 г., като от този брак Джовани има дъщеря на име Лусия Сантина. На 16 юни 2012 г. Рибизи сключва брак с британския модел Агнес Дейн.
Рибизи е активен сциентолог и през декември 2005 г. участва при откриването на музея, свързан с Църквата на Сциентологията – „Psychiatry: An Industry of Death“. Неговата сестра-близначка Мариса и съпругът ѝ – музикантът Хансен Бек, също са членове на сектата.

## Кариера
Джовани Рибизи започва актьорската си кариера в кабелната телевизия, с малки участия в различни шоу програми и сериали, между които „The New Leave It to Beaver“, „Женени с деца“ и „Моите двама бащи“. Рибизи става по-известен сред филмовата аудитория през 1995 г., след участието си в епизода „D.P.O.“ на сериала „Досиетата Х“ и от ролята на Франк Младши (брат на Фиби Бюфе) в сериала „Приятели“. През 1996 г. играе второстепенна роля във филма на Том Ханкс „Музиката, която правиш“. През 1998 г. след ролята му в „Спасяването на редник Райън“ на Стивън Спилбърг, много от критиците го определят като един от водещите актьори на своето поколение, статут, потвърден и появата му на корицата на списание „Венити Феър“.
През 2000 г. си партнира с Анджелина Джоли и Никълъс Кейдж във фима „Да изчезнеш за 60 секунди“. През 2003 г. участва във филма „Първично“ и в ролята на обсебен от звездите фотограф в „Изгубени в превода“ на София Копола. От 2005 до 2008 г. участва в сериала „Моето име е Ърл“, изпълнението в който му донася номинация за награда „Еми“. През 2008 г. взима участие в два епизода от сериала „Антураж“. През 2009 г. участва във фантастичния блокбъстър „Аватар“ на режисьора Джеймс Камерън, а през 2012 г. си партнира с Марк Уолбърг, Кейт Бекинсейл и Бен Фостър във филма „Контрабанда“.